# Santa Eufemia
Santa Eufemia là một đô thị trong tỉnh Córdoba, Andalusia, Tây Ban Nha. Dân số năm 2005 là 1.021 người.